# Skybound Entertainment
Skybound Entertainment ist ein Medienunternehmen mit Sitz in Beverly Hills, Kalifornien, USA.

## Geschichte
Skybound Entertainment wurde 2010 von Robert Kirkman und David Alpert zur Vermarktung des The-Walking-Dead-Franchise als Comic, Serien, Videospiele und Filme gegründet. 2018 wurde die Tochter Skybound Games zusammen mit Sky Limited gegründet.

## Marken
- Air
- The Astounding Wolf-Man
- Battle Pope
- Birthright
- Brit
- Clone
- Dead Body Road
- Demonic
- Die!Die!Die!
- Extremity
- Fear the Walking Dead
- Ghosted
- Gone
- Guardians of the Globe
- Green Valley
- Hardcore
- Heroes and Villains: The History of Comics
- Horizon
- The Infinite
- Invincible
- Invincible Universe
- Kill the Minotaur
- Lies Within
- Manifest Destiny
- Oblivion Song
- Outcast
- Oxenfree
- Redneck
- Scare PewDiePie
- Super Dinosaur
- Rock Dog
- Tech Jacket
- Thief of Thieves
- The Walking Dead
- The Walking Dead: Dead City
- The Walking Dead: World Beyond
- Witch Doctor